# レイナードのF3000車両
レイナードのF3000車両 (Reynard F3000 cars) は、イギリスのコンストラクター、レイナードが開発したフォーミュラカー（F3000車両）の一覧である。全車共マルコム・オーストラーによって設計・デザインされた。

## レイナード・88D
レイナード・88D (Reynard 88D) は、1988年に国際F3000選手権、全日本F3000選手権、1989年にイギリスF3000選手権のために製造・使用された。

## レイナード・89D
レイナード・89D (Reynard 89D) は、1989年に国際F3000選手権のために製造・使用された。89Dは3種類（無限、フォード・コスワース、ジャッド）の3.0 L (180 cu in) V8エンジンの内の1基を使用していた。
トーマス・ダニエルソンが89Dでのデビューレース（シルバーストン）で優勝を飾ると、ジャン・アレジも89Dをドライブしてシリーズチャンピオンを獲得した。
89Dの改良型である「89M」は、無限の3500ccV8エンジン・ブリヂストンのF1規格タイヤのパッケージングで、F1仕様に足回りを改良してのテスト走行が行われていた。

## レイナード・90D
レイナード・90D (Reynard 90D) は、1990年に製造された。

## レイナード・91D
レイナード・91D (Reynard 91D) は、1991年に国際F3000選手権とフォーミュラ・ホールデンのために製造・使用された。

## レイナード・92D
レイナード・92D (Reynard 92D) は、1992年に全日本F3000選手権とフォーミュラ・ホールデンのために製造・使用された。

## レイナード・93D
レイナード・93D (Reynard 93D) は、1993年に全日本F3000選手権とフォーミュラ・ホールデンのために製造・使用された。

## レイナード・94D
レイナード・94D (Reynard 94D) は、1994年に全日本F3000選手権とフォーミュラ・ホールデンのために製造・使用された。

## レイナード・95D
レイナード・95D (Reynard 95D) は、1995年に全日本F3000選手権とフォーミュラ・ホールデンのために製造・使用された。